# Thamshavn Station
Thamshavn Station (Thamshavn stasjon) var en jernbanestation, der lå ved Thamshavn i Orkdal kommune i Norge. Den var endestation for Thamshavnbanen til Løkken.
Stationen åbnede, da den første del af banen til Svorkmo blev taget i brug 15. juli 1908 efter at være blevet indviet 10. juli 1908. To år efter blev banen forlænget fra Svorkmo til Løkken, hvor der var minedrift med svovlkis, som blev transporteret med banen til udskibning i Thamshavn. Desuden var der persontog, der i Thamshavn havde korrespondance med dampskibet DS Orkla til Trondheim. Stationen blev nedlagt 30. april 1963, da al trafik på banen med undtagelse af transporten af svovlkis blev indstillet. Den trafik blev indstillet 30. maj 1974, og dele af strækningen mellem Thamshavn og Orkanger blev fjernet i 1993.
Stationsbygningen blev opført til åbningen i 1908 efter tegninger af Finn Knudsen.